# Ромель Кіньйонес
Ромель Кіньйонес (ісп. Romel Quiñónez, нар. 25 червня 1992, Санта-Крус-де-ла-Сьєрра) — болівійський футболіст, воротар клубу «Болівар».
Виступав, зокрема, за клуб «Болівар», а також національну збірну Болівії.

## Клубна кар'єра
У дорослому футболі дебютував 2010 року виступами за команду клубу «Болівар», кольори якої захищає й донині.

## Виступи за збірну
У складі національної збірної Болівії провів 12 матчів. У складі збірної був учасником розіграшу Кубка Америки 2016 року у США.

## Статистика клубних виступів
| Команда           | Дивізіон          | Сезон             | Чемпіонат | Чемпіонат | Кубок | Кубок | Континентальні кубки | Континентальні кубки |
| Команда           | Дивізіон          | Сезон             | Ігор      | Голів     | Ігор  | Голів | Ігор                 | Голів                |
| ----------------- | ----------------- | ----------------- | --------- | --------- | ----- | ----- | -------------------- | -------------------- |
| «Болівар» Болівія |                   |                   |           |           |       |       |                      |                      |
| ПФЛ               | 2010              | 8                 | -14       | -         | -     | 8     | -14                  |                      |
| ПФЛ               | 2011/12           | 17                | -16       | 1         | 0     | 18    | -16                  |                      |
| ПФЛ               | 2012/13           | 18                | -23       | -         | -     | 18    | -23                  |                      |
| ПФЛ               | 2013/14           | 33                | -24       | 12        | -15   | 45    | -39                  |                      |
| ПФЛ               | 2014/15           | 39                | -38       | -         | -     | 39    | -38                  |                      |
| Разом             | Разом             | 115               | -115      | 13        | -15   | 128   | -130                 |                      |
| Усього за кар'єру | Усього за кар'єру | Усього за кар'єру | 115       | -115      | 13    | -15   | 128                  | -130                 |